# 2448 Sholokhov
A 2448 Sholokhov (ideiglenes jelöléssel 1975 BU) a Naprendszer kisbolygóövében található aszteroida. Ljudmila Ivanovna Csernih fedezte fel 1975. január 18-án.